# Pradas (Tarn)
Pradas (en francès Prades) és un municipi francès situat al departament del Tarn i a la regió d'Occitània.

## Demografia
| 1962                                       | 1968 | 1975 | 1982 | 1990 | 1999 | 2007 | 2020 |
| ------------------------------------------ | ---- | ---- | ---- | ---- | ---- | ---- | ---- |
| 111                                        | 139  | 142  | 108  | 122  | 119  | 132  | 123  |
| Des de 1962: població sense dobles comptes |      |      |      |      |      |      |      |